# Armistice de Pleiswitz
L'armistice de Pleiswitz est signé à Pleiswitz près de Strigau (aujourd'hui Strzegom en Silésie), à la demande de la Prusse et de la Russie, entre Napoléon et la Sixième Coalition le 4 juin 1813. Il marque une interruption de la campagne d'Allemagne. Il intervient après un mois de combats marqué notamment par les batailles de Lützen et Bautzen, victoires françaises, mais qui sont loin d'être décisives. Prévu jusqu'au 20 juillet, il sera prolongé jusqu'au 10 août 1813.
Au congrès de Prague, le chancelier Metternich, représentant l'empire d'Autriche encore neutre, offre sa médiation : il propose à Napoléon une paix générale s'il abandonne les territoires à l'est du Rhin, la Hollande, la Suisse, les Provinces illyriennes, l'Espagne et une grande partie de l'Italie. La trêve est prolongée jusqu'au 10 août mais Napoléon finit par refuser.
Cet acte est considéré comme une erreur par certains historiens, car les coalisés avaient été affaiblis par les premiers combats et ils purent mieux se renforcer. Cette période voit le renforcement de la coalition avec les traités de Reichenbach, qui permettent au Royaume-Uni de financer l'effort militaire russe et prussien, et l'entrée en guerre de l'Autriche qui prend parti contre Napoléon.